# Ingegerd Danielsen
Ingegerd Danielsen (født 1946 i Silkeborg) er en dansk forfatter. Hun har en magisterkonferens i kunsthistorie fra Aarhus Universitet (1975) og har blandt andet arbejdet som underviser ved Aarhus Universitet, været redaktionel medarbejder på et kulturhistorisk forlag, anmelder, museumskonsulent og oversætter. 
Ingegerd Danielsen har hidtil skrevet historiske romaner sat i perioden 1880-1930: 
Den lyse nat er en kollektivfortælling med gotiske undertoner sat i skærgården udenfor Stockholm i slutningen af det nittende århundrede. Romanen centrerer sig om en kvinde, der under mystiske omstændigheder har mistet sit eneste barn.
Lille Wienervals er Alma Mahlers (født Schindler) dramatiserede memoirer. Alma Mahler var blandt andet gift med komponisten Gustav Mahler, med hvem hun fik to børn. 
Frøken Christiane og parringsvalget er romanen om en ung kvinde fra borgerskabet og hendes kamp for bevidst- og frigørelse i klunketidens København.
Ingegerd Danielsens seneste bog fra 2015, Udspring, er en novellesamling centreret om et boligbyggeri et sted i Storkøbenhavn.